# Carwyn James
Pas d'image ? Cliquez ici

a Compétitions nationales et continentales officielles uniquement.

b Matchs officiels uniquement.
Carwyn Rees James, né le 2 novembre 1929 à Cefneithin et mort le 10 janvier 1983 à Amsterdam, est un joueur de rugby à XV gallois ayant joué pour l'équipe nationale galloise et le Llanelli RFC principalement au poste de demi d'ouverture et également de centre. Il est connu pour être l'entraîneur des Lions britanniques et irlandais lors de leur tournée en Nouvelle-Zélande en 1971, première (et seule jusqu'en 2017) victoire des Lions sur le sol néo-zélandais. Il bat également les All Blacks, avec Llanelli RFC et les Barbarians.

## Biographie

### Premières années
Carwyn Rees James est né le 2 novembre 1929 à Cefneithin un village du comté de Carmarthenshire. Il est le fils de David Michael James, homme de ferme, et sa femme Annie, dont les parents son charpentiers. Son père rejoint le champ minier de Carmarthenshire. Il a deux sœurs, Gwen et Eilonwy et un frère Dewi, tous ses ainés. Il va à l'école communale puis à l'école secondaire de  Ysgol y Gwendraeth, village voisin. Il est très tôt influencé au monde du rugby à XV, avec un instituteur  W. J. Jones ancien international gallois, et des amis de son p_re qui le conduise aux matchs.
Il effectue des études à l'université d'Aberystwyth sous la direction de T. H. Parry-Williams, auteur et poète gallois. Il y pratique le rugby et le cricket. Il effectue son service national dans la marine, mais en étudiant le russe dans le Surrey. Il obtient ensuite son premier poste de professeur à la Queen Elizabeth Grammar School de Carmarthen où il se voit confier la responsabilité d'un département de langue galloise.

### Carrière de joueur
Carwyn James joue sept saisons pour Llanelli, disputant plus de 150 matchs. Il évolue alors au poste de demi d'ouverture. Toutefois, il se confronte à la présence du joueur de Cardiff Cliff Morgan pour le poste de demi d'ouverture du quinze gallois. Celui-ci est ainsi titulaire du poste lors de la tournée de 1955 (en) des Lions britanniques et irlandais en Afrique du Sud. James joue deux fois avec le maillot gallois, la première le 4 janvier 1959 contre l'Australie à Cardiff, Morgan étant blessé, puis quelques semaines plus tard, toujours à Cardiff, contre la France, évoluant au centre avec le retour de Morgan. Face au Wallabies, il inscrit un drop.
Carwyn James joue également avec les London Welsh. Il connaît également une sélection avec les Barbarians en 1957.

### Carrière d'entraîneur
En 1969, Carwyn James se voit confier le poste d'entraîneur de Llanelli. À son arrivée au club, il change le mode de sélection des joueurs pour les matchs, alors effectué par un comité de sélection, pour en assurer la responsabilité avec son assistant et son capitaine Delme Thomas. Il base son jeu sur une volonté de faire passer rapidement le ballon d'une ligne de touche à l'autre pour créer de l'espace pour l'ailier. Afin de répondre à ce besoin, il recrute comme adjoint un ancien athlète anglais, Tom Hudson, dans le but d'améliorer la condition physique de ses joueurs. Il demande également à ces derniers de faire leur propre opinion et, jugeant qu'avec les erreurs, ils apprenaient et s'épanouissaient. Avec son club, il remporte la coupe galloise quatre fois de suite, de 1973 à 1976.
Il dirige les Lions britanniques et irlandais lors de leur tournée en Nouvelle-Zélande en 1971, la seule tournée victorieuse des Lions en Nouvelle-Zélande. En 1972, lors de leur tournée de 1972-1973 (en), Llanelli reçoit 
les All Blacks, à Stradey Park devant 26 000 spectateurs dans le cadre des festivités pour le centenaire du club. Les rouge et blanc de Llanelli s'imposent sur le score de 9 à 3. On dit qu’après cette victoire, les pubs de la ville épuisèrent leurs réserves de bière. Lors de la même tournée, il conduit une autre équipe à la victoire sur les All Blacks, les Barbarians, 23 à 11 à l'Arms Park de Cardiff. L’Australie est tenue en échec en 1975.
En 1977, il rejoint l'Italie, pour évoluer trois saisons avec Rugby Rovigo, club avec lequel il remporte le championnat en 1979.
En 1974, il entame également une carrière dans le journalisme sportif, devenant le premier consultant gallois de la BBC. Il écrit également le premier chroniqueur de rugby du Guardian.
Il décède le 10 janvier 1983 à l'âge de 53 ans à Amsterdam dans sa chambre d'hôtel.

## Engagement politique
Carwyn James, qui est un défenseur de l'indépendance du pays de Galles, se présente à Llanelli lors des élections générales de 1970 sous les couleurs du Parti travailliste. Son résultat, le meilleur de l'histoire du parti dans ce fief conservateur. 
Il est également contre l'apartheid. Ainsi, lors de la tournée de l'Afrique du Sud, il prépare son équipe de Llanelli pour la rencontre les opposant aux Springboks mais ne se rend pas sur le bord du terrain en guise de protestation.

## Statistiques en équipe nationale
- 2 sélections
- 3 points (1 drop)
- sélections par année: 2 en 1958